# Rudolf Steck

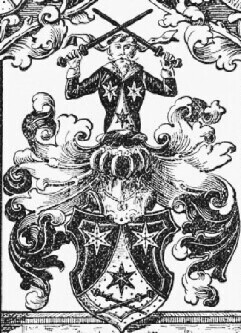
Familienwappen derer Steck, das Rudolf Steck in seinem Exlibris führte

Johann Rudolf Julius Steck (* 18. Januar 1842 in Bern; † 30. November 1924 ebenda) war ein Schweizer reformierter Theologe und Schriftsteller.
Rudolf Steck entstammte dem patrizischen Zweig der Berner Familie Steck und war ein Enkel Johann Rudolf Stecks (1772–1805), der 1798/1799 Generalsekretär der Helvetischen Republik war. Steck war von 1867 bis 1881 Pfarrer der Reformierten Gemeinde Dresden. Von 1881 bis 1921 war er Professor für Neues Testament an der Universität Bern, ab 1893 zudem für allgemeine Religionsgeschichte, und 1896 bis 1897 deren Rektor.